# Parc provincial de la Rivière-des-Français
Le parc provincial de la Rivière-des-Français (anglais : French River Provincial Park) est un parc provincial située dans le centre de l'Ontario, au Canada.  Ce parc protège la Rivière des Français, un cours d'eau ayant servi de route principale vers l'ouest durant la traite des fourrures.

## Géographie
Le parc de 735,30 km2 est située sur toute la longueur de la rivière des Français, du lac Nipissing à la baie Georgienne.  Le parc est situé dans les districts de Parry Sound, de  Sudbury, et Nipissing dans la province de l'Ontario.  Le territoire du parc n'est compris seulement dans les municipalités de Killarney et de Rivière des Français, le canton de Nipissing et des territoires non-organisés de Parry Sound.
La partie à l'est de la route 69 fait partie de la réserve de biosphère du Litoral de la Baie Georgienne, qui a été créée en 2004.  Le parc partage ses limites avec les parcs provinciaux Restoule, de la Baie South et du Lac Grundy.